# Memorisering
Memorisering is het trainen van het geheugen om taken zonder nadenken uit te voeren. Dat iets is gememoriseerd, betekent niet dat het ook wordt begrepen.
Er zijn verschillende technieken om dit te bereiken:
- Automatisering
- Gespreide herhaling
- Actieve herhaling gebruikmakend van het testeffect
- Mnemotechniek gebruikmakend van technieken als ezelsbruggetjes, de plaatsmethode, de taalmethode en muziek in de vorm van cantilatie en chants

Geletterdheid is geen voorwaarde om teksten te onthouden, zo ontdekten Milman Parry en Albert Lord bij de ongeletterde Joegoslavische guslari. Deze wisten composities van grote lengte te onthouden en geletterdheid bleek zelfs een obstakel te vormen bij deze vorm van memorisering.